# Хворостовський Дмитро Олександрович
Дмитро́ Олекса́ндрович Хворосто́вський (16 жовтня 1962, Красноярськ, РРФСР, СРСР — 22 листопада 2017, Лондон, Велика Британія) — радянський, російський та британський оперний співак (баритон). Заслужений артист РСФСР (1990). Лауреат Державної премії РРФСР ім. М. І. Глінки (1991). Народний артист Російської Федерації (1995). З початку 1990-х років жив у Лондоні.

## Біографія
Народився у Красноярську в сім'ї інженера-хіміка та лікаря. Мати, Людмила Петрівна, працювала гінекологом. Батько, Олександр Степанович, захоплювався співом, часто співав дуетом з дружиною і акомпанував собі на фортепіано. У батька також була велика фонотека оперних платівок, які маленький Дмитро слухав з раннього дитинства. Перші кроки у співі зробив у віці 4 років. Навчався у дитячій музичній школі по класу фортепіано.
Закінчив Красноярське педагогічне училище імені О. М. Горького, де між іншим співав у стилі «хард-рок» в маловідомій аматорській рок-групі. У 1982 поступив на вокальний факультет Красноярського інституту мистецтв у клас професора Катерини Костянтинівни Іофель. Ще студентом 3-го курсу інституту починає співати у Красноярському державному театрі опери та балету, спочатку партії другого плану, а згодом і сольні партії — у операх «Пікова дама», «Фауст», «Євгеній Онєгін», «Травіата», «Паяци», «Іоланта».
Ще за радянського часу співак починає виїжджати за кордон СРСР. У році відбувся його дебют в Європі - він співав партію Єлецького в опері «Пікова Дама» П.І.Чайковського в оперному театрі Ніцци (Франція). Тоді ж він почав брати участь у міжнародних вокальних конкурсах. У 1988 він виграв конкурс у Тулузі. Але справжня велика сценічна кар'єра, за його власним визнанням, почалася в 1989 році, після того як він став переможцем конкурсу оперних співаків «Кардіффські голоси». Ще під час конкурсу, одразу ж з після першого туру, в Хворостовського вже був західний професійний агент-імпресаріо. А наступного дня після фіналу він підписав контракт на запис з компанією Philips. Дебюти Хворостовського в оперних театрах Лондона та Нью-Йорку відбулися протягом року. Хворостовський перебирається з СРСР на постійне помешкання на Захід.
З 1990 мав ангажементи в ряді театрах Ла Скала, Берлінському, Мюнхенському, Баварському та Віденському оперних театрах, регулярно виступав на оперній сцені Зальцбурзького фестивалю; іноді також на батьківщині — у Маріїнському театрі Санкт-Петербургу та московському театрі «Нова Опера».
В 1994 році купив собі 5-поверховий дім в Лондоні, куди перебрався разом з сім'єю. Мав подвійне як російське, так і британське громадянство. Підтримував окупацію Криму російськими терористичними військами та проросійських терористів на Сході України.

## Хвороба і смерть
З 2015 у співака був встановлений діагноз рак мозку. Він був змушений скасувати численні заплановані концертні виступи, пройшов кілька курсів хіміотерапії в одному з онкологічних центрів Лондона. В вересні 2015 повернувся на сцену, але в грудні 2016 його стан значно погіршився. Незважаючи на міцну спортивну статуру Дмитра Хворостовського, в нього паралізувало ліву руку. Хвороба дала чисельні метастази. Останній раз, вже напівпаралізований, співак вийшов на сцену у червні 2017 на гала-концерті нижньо-австрійського замку Графенеґ.
Останні п'ять днів життя він провів у госпісі і, за повідомленням його друга диригента Костянтина Орбеляна, був у свідомості, але вже не міг розмовляти. 22 листопада 2017 о 3:30 ночі, після 2,5 років хвороби, співак помер у лікарні Лондона.
Тіло співака було доставлено у Москву вечора 25 листопада, де його виставили «для прощавання» у концертному залі ім. П.І.Чайковського Московська філармонії 27 листопада о 10:00-13:00. Після чого Хворостовського було кремовано і попіл поділений на дві урни. Одну урну урочисто поховали на Новодівочому цвинтарі у Москві, другу урну заплановано поховати у Красноярську, в парку на набережній Єнісею, у спеціально для цього створеному меморіальному комплексі.

## Висловлювання
- про своє українське коріння під час зустрічі з українським прем'єром Миколою Азаровим:|  | Я вважаю, що саме завдяки українському корінню я і заспівав |

- про російську збройну агресію проти України (інтерв'ю 2014):|  | Звичайно, те, що відбувається зараз з Україною, - це не помилка Росії. Я вважаю, що Росія дуже коректно діє в цій ситуації. З гідністю. |

## Цікаві факти
- Під час участі Хворостовського у міжнародному конкурсі в Тулузі (Франція, 1988) його скрізь супроводжували агенти радянської спецслужби КДБ[5].

## Почесні звання і нагороди
- гран-прі конкурсу 'Concours International de Chant de Toulouse' (1988)
- гран-прі конкурсу BBC Cardiff Singer of the World competition (1989)
- почесне звання «Заслужений артист РСФСР» (1990)
- державна премія РРСФСР імені Глінки (1991)
- почесне звання «Народний артист Російської Федерації» (1995)
- почесний громадянин Красноярська (2006)
- російський орден «За заслуги перед Вітчизною» 4-го ступеню (2015)